# Esprit Holdings
Esprit (zapisováno jako ESPRIT) je oděvní společnost a mezinárodní značka oblečení, prodávající dámské, pánské i dětské oblečení. Značka se specializuje nejen na trendy oblečení, dámské, pánské i dětské boty, ale také na doplňky – kabelky, peněženky, šály, šátky, hodinky, šperky a parfémy, plavky a spodní prádlo. Specifickým znakem pro tuto značku je kvalita materiálu, pohodlí při nošení a vstřícný přístup k zákazníkům.
Oblečení této značky nabízí svým zákazníkům několik odlišných divizí, neboli produktových řad – Women casual a Men casual, Women collection, Men collection, de.corp ESPRIT URBAN CASUAL, EDC by Esprit, EDC men a také dětské oblečení, spodní prádlo a plavky. Divize Women a Men casual jsou zaměřeny na dámské a pánské oblečení na běžné nošení pro ženy a muže každého věku. Divize Women a Men collection se zaměřují na business oblečení – v této divizi tedy lze najít dámské kostýmky, šaty, halenky a blůzy a pánské obleky, košile apod. Divize EDC je zaměřena na jednoduchost a pohodlnost a je určena především pro mladé – v této divizi se nachází nepřeberné množství barevných triček, ale také například jeans různých střihů a barev. Společnost nabízí svým zákazníkům věrnostní program nazvaný ESPRIT FRIENDS.
Značka ESPRIT působí na pěti kontinentech, ve více než 40 zemích, ve kterých prodává své zboží v asi 800 přímých značkových obchodech a v dalších více než 14 000 partnerských prodejních místech. Společnost ESPRIT, se svými 14 000 zaměstnanci, je zapsaná na burze cenných papírů v Hongkongu a její obrat v roce 2010/2011 činil 3,2 bilionu eur.

## Historie značky ESPRIT
Původ značky ESPRIT se datuje do roku 1968, kdy pod vlivem éry Beatles a volností 60. let, začali Susie a Doug Tompkins navrhovat, šít a prodávat přímo ze svého pojízdného karavanu v San Franciscu oblečení pod značkou ESPRIT. Jejich nadšení a entusiasmus dal za vznik hodnotám, které značka ESPRIT považuje dodnes za klíčové. V roce 1971 se ESPRIT stává oficiální oděvní značkou a je zaštítěna pod názvem „ESPRIT de Corp“. V tomto roce také vzniká první ucelená kolekce oblečení. Později tohoto roku se Susie a Doug Tompkins setkávají v Hongkongu s Micheal Yingem, díky kterému vzniká ESPRIT Far East Group.
Roku 1976 v Německu v Düsseldorfu je vytvořena akciová společnost Esprit de Corp. Popularita v Evropě stoupá a z ESPRITU se stává úspěšná módní značka na evropském trhu. Rok 1979 je pro utvoření celkové vizualizace značky velmi důležitý, protože v New Yorku je Johnem Casadem navrženo známé logo značky. O pár let později, konkrétně roku 1986, je v Německu otevřena první ESPRIT maloobchodní prodejna. Řetězec obchodů se rozrůstá a v roce 1987 značka proniká také na trhy v Nizozemsku, Belgii, Dánsku a Tchaj-wanu. O dva roky později (1989) ESPRIT vytváří nové obchody v Norsku, Francii a Velké Británii.
Roku 1993 je značka oficiálně zapsána na burze v Hongkongu. V roce 1995 je v Německu oficiálně spuštěna výroba hodinek této značky a o tři roky později, v roce 1998, je zahájena výroba šperků.
Rok 2000 je pro tuto značku velmi přelomový. Esprit Holdings Ltd. se stávají významnou složkou Morgan Stanley's MSCI Hongkong Indexu. Firma je tedy ve velkém rozmachu a její růst a rozvoj je „raketový“. Značka se začíná angažovat i v jiných odvětvích, než jen v textilním průmyslu. Roku 2004 je v Düsseldorfu postaven víceúčelový stadion Esprit Arena, jehož kapacita je více než 54 tisíc diváků. Slouží především pro fotbalové zápasy. Deset let od zahájení svého prodeje, konkrétně roku 2005, se hodinky a šperky ESPRIT stávají nejúspěšnějším licencovaným produktem této firmy. Esprit se neustále rozrůstá a vytváří nové kolekce a divize. Roku 2007 do prodeje přichází nová „podznačka“ EDC, která je zaměřená na mladistvé, jednoduché a pohodlné oblečení. Oblibu tato divize ale nachází u zákazníků každého věku. Obliba hodinek a šperků je okolo roku 2009 natolik rozsáhlá, že je jejich distribuce a prodej rozšířen do Hongkongu.

## ESPRIT nejen jako módní značka
I přesto, že hlavním působištěm značky Esprit je módní průmysl, nejen tato oblast je této značce blízká. V posledních letech se značka ESPRIT snaží zaměřit na ekologické problémy a jejich řešení. Sama se proti těmto problémům snaží bojovat. Plastové nákupní tašky byly vyměněny za papírové, které jsou šetrnější k životnímu prostředí a také clubová kartička, která byla dříve vyráběna z plastu, se začala vyrábět lisováním ze dřeva.
Esprit se také zapojuje do různých charitativních akcí, jak menších tak větších, orientovaných na občanské, sociální a také ekologické problémy. Charitativní akce jsou podporovány nejen celou společností značky, ale také samotnými zaměstnanci, kteří přispívají finančními obnosy. Příkladem takové pomoci je kampaň z 90. let „Real people“ a také z roku 2011 „Make your wish“. V této kampani lidé z celého světa posílali svá přání a na začátku roku 2012 Esprit vybral pět z nich, které se rozhodl splnit. O vybraných přáních a průběhu jejich plnění informuje značka na svých oficiálních stránkách a také na Facebooku.

## ESPRIT FRIENDS
Značka ESPRIT se zaměřuje na perfektní zákaznický servis a zákazníka jako takového a s tím souvisí i vytvoření věrnostního klubu ESPRIT FRIENDS.
Každý zákazník, který se stane členem toho klubu, ihned po založení obdrží ESPRIT kartičku a při každém nákupu se mu 3 % z celkové utracené částky přeměňují na e-body, které se potom mění na hodnotné poukázky na nákup. Zároveň zákazník registrací do toho klubu získává možnost čerpat další výhody, jakými jsou například slevové akce, krejčovské úpravy zdarma apod.

## ESPRIT v České republice

### Značka ESPRIT je zastoupena v České republice na mnoha místech
- Palladium Praha: náměstí Republiky 1, Praha 1
- Arkády Pankrác: Na Pankráci 86, Praha 4
- Atrium Flora: Vinohradská 151, Praha 3
- Westfield Chodov: Roztylská 2321/19, Praha 4
- Centrum Černý Most: Chlumecká 765/6, Praha 9
- Centrum Letňany: Veselská 663, Praha 9
- Galerie Harfa: Českomoravská 2420/15a, Praha 9
- Fashion Arena: Zamenhofova 440, Praha 10
- Olympia Brno: U dálnice 777, Modřice
- Olympia Plzeň: Písecká 972, Plzeň
- Plzeň Plaza: Radčická 2, Plzeň
- Forum Liberec: Soukenné náměstí 2a/669, Liberec
- hodinky a šperky,  výhradní zastoupení pro ČR a SK - PRIMAGENTA GmbH